# 24 XXX: An Axel Braun Parody
24 XXX: An Axel Braun Parody ist eine amerikanische Porno-Parodie auf die TV-Serie 24. Regie führte Axel Braun. Die Hauptrolle als Jack Bauer übernahm Kurt Lockwood.

## Handlung
Jack Bauer ist ein Bundesagent einer Anti-Terror-Einheit. Seine Frau wurde gerade von seiner Geliebten getötet. Er ist mit dem Schutz des Präsidenten befasst und wird in seiner Einheit von der IT-Expertin Chloe O’Brien unterstützt.
Wie in vielen Parodien wird die Handlung durch Sexszenen unterbrochen. In diesem Fall handelt es sich um folgende:
- Szene 1: Penny Pax und Alec Knight
- Szene 2: Alektra Blue und Penny Pax
- Szene 3: Ash Hollywood mit Seth Gamble und Tyler Nixon
- Szene 4: Brie Simone und Kurt Lockwood
- Szene 5: Alektra Blue und Kaylani Lei mit Giovanni Francesco
- Szene 6: Claire Robbins und Kurt Lockwood

## Auszeichnungen
Bei den AVN Awards erhielt der Film insgesamt fünf Auszeichnungen:
- AVN Awards 2015 - Movie of the Year (Best Parody)
- AVN Awards 2015 - Best Screenplay: Parody, Axel Braun
- AVN Awards 2015 - Best Director: Parody, Axel Braun
- AVN Awards 2015 - Best Parody
- AVN Awards 2015 - Best Screenplay: Parody, Eli Cross

Für Axel Braun war es die erste „Film des Jahres“-Auszeichnung bei den AVN-Awards.
Der Film war zudem bei den NightMoves Awards 2014 als „Best Parody (Comedy)“ und bei den XBIZ Awards, 2015 in den Kategorien „Best Actor - Parody Release“ (Kurt Lockwood) und „Best Actress - Parody Release“ (Ash Hollywood) nominiert, gewann jedoch keinen davon.